# Christian Gottlieb Reusner
Christian Gottlieb Reusner (* Januar 1672 in Liegnitz, Herzogtum Liegnitz; † 1730, Ort unbekannt) war ein deutscher Mediziner und Mitglied der Gelehrtenakademie Leopoldina.
Christian Gottlieb Reusner studierte Medizin in Erfurt und wurde am 3. Februar 1697 promoviert. Er war Respondent an der Universität Leipzig und Stadtarzt in Jauer im Herzogtum Schweidnitz-Jauer. 
Am 20. September 1715 wurde er unter der Matrikel-Nr. 317 mit dem akademischen Beinamen DOROTHEUS I. als Mitglied in die Leopoldina aufgenommen.

## Veröffentlichungen
- Christian Gottlieb Reusner und Michael Ernst Ettmüller (1695): Disp. physica tactum sensuum externorum moderatorem exhibens.Digitalisat
- Christian Gottlieb Reusner (3. Februar 1697): Dissertatio Inauguralis Medica, De Partu Difficili / Quam ... In Perantiqua Academia Gerana, Pro Licentia, Summos in Arte Medica Honores & Privilegia Doctoralia rite capessendi, Publico Eruditorum Examini submitrit Christianus Gottlieb Reusnerus, Lign. Siles. ... Ad diem 3. Februarii 1697.